# Cuvette-Ouest
| Cuvette-Ouest Westcuvette   | Cuvette-Ouest Westcuvette         |
| --------------------------- | --------------------------------- |
| Cuvette-Ouest (Westcuvette) |                                   |
| Basisdaten                  |                                   |
| Hauptstadt:                 | Ewo                               |
| Fläche:                     | 28.790 km²                        |
| Einwohner:                  | 50.392 (Berechnung, 2005)         |
| Bevölkerungsdichte:         | 1,75 Einw./km² (Berechnung, 2005) |
| ISO 3166-2:                 | CG-15                             |

Cuvette-Ouest (deutsch Westcuvette) ist ein Departement der Republik Kongo mit der Hauptstadt Ewo.

## Geographie
Das Departement liegt im Westen des Landes und grenzt im Norden an das Departement Sangha, im Süden und Osten an das Departement Cuvette und im Westen an Gabun. Die Grenze zum Departement Sangha wird dabei ein großes Stück vom Fluss Mambili gebildet.
Zu den Städten gehört neben Ewo auch Etoumbi.

## Geschichte
Cuvette-Ouest entstand 1995 durch die Trennung von der Region Cuvette. Seit 2002 tragen beide die Bezeichnung "Departement".